# Карвово (Мазовецьке воєводство)
Карвово (пол. Karwowo) — село в Польщі, у гміні Сохачев Сохачевського повіту Мазовецького воєводства.
Населення — 127 осіб (2011).
У 1975-1998 роках село належало до Скерневицького воєводства.

## Демографія
Демографічна структура станом на 31 березня 2011 року:
|          | Загалом | Допрацездатний вік | Працездатний вік | Постпрацездатний вік |
| -------- | ------- | ------------------ | ---------------- | -------------------- |
| Чоловіки | 64      | 12                 | 50               | 2                    |
| Жінки    | 63      | 18                 | 30               | 15                   |
| Разом    | 127     | 30                 | 80               | 17                   |